# Coupe du monde de biathlon 2001-2002
Navigation
Édition précédente Édition suivante
La 25e édition de la Coupe du monde de biathlon a lieu du 6 décembre 2001 jusqu'au 24 mars 2002. Le circuit comprend neuf destinations européennes. Les championnats du monde (comptants également pour la Coupe du monde) ont lieu à Salt Lake City (États-Unis) du 11 février au 20 février 2002.

## Classements

### Classements généraux
| Rang | Nom                  | Points | Victoire(s) |
| ---- | -------------------- | ------ | ----------- |
| 1    | Raphaël Poirée       | 805    | 7           |
| 2    | Pavel Rostovtsev     | 719    | 4           |
| 3    | Ole Einar Bjørndalen | 692    | 5           |
| 4    | Sven Fischer         | 681    | 3           |
| 5    | Frode Andresen       | 664    |             |
| 6    | Frank Luck           | 621    | 2           |
| 7    | Ricco Groß           | 581    |             |
| 8    | Viktor Maïgourov     | 484    |             |
| 9    | Vesa Hietalahti      | 465    | 1           |
| 10   | Halvard Hanevold     | 395    |             |

| Rang | Nom                     | Points | Victoire(s) |
| ---- | ----------------------- | ------ | ----------- |
| 1    | Magdalena Forsberg      | 944    | 9           |
| 2    | Liv Grete Poirée        | 795    | 6           |
| 3    | Uschi Disl              | 739    |             |
| 4    | Olga Pyleva             | 726    | 1           |
| 5    | Katrin Apel             | 639    | 3           |
| 6    | Olena Zubrilova         | 583    | 2           |
| 7    | Svetlana Ichmouratova   | 480    |             |
| 8    | Kati Wilhelm            | 466    | 1           |
| 9    | Florence Baverel-Robert | 454    |             |
| 10   | Gunn Margit Andreassen  | 419    |             |

### Coupe des Nations
| Rang | Nation      | Points |
| ---- | ----------- | ------ |
| 1    | Allemagne   | 4095   |
| 2    | Norvège     | 3969   |
| 3    | Russie      | 3852   |
| 4    | Autriche    | 3551   |
| 5    | France      | 3422   |
| 6    | Biélorussie | 3325   |
| 7    | Finlande    | 3274   |
| 8    | Slovénie    | 3241   |
| 9    | Tchéquie    | 3097   |
| 10   | Suède       | 2973   |

| Rang | Nation      | Points |
| ---- | ----------- | ------ |
| 1    | Allemagne   | 4099   |
| 2    | Russie      | 3895   |
| 3    | Norvège     | 3623   |
| 4    | France      | 3571   |
| 5    | Ukraine     | 3381   |
| 6    | Bulgarie    | 3365   |
| 7    | Slovaquie   | 3137   |
| 8    | Italie      | 3000   |
| 9    | Slovénie    | 2987   |
| 10   | Biélorussie | 2953   |

### Classement par discipline

#### Individuel
| Rang | Nom                  | Points |
| ---- | -------------------- | ------ |
| 1    | Frank Luck           | 128    |
| 2    | Ole Einar Bjørndalen | 108    |
| 3    | Pavel Rostovtsev     | 100    |
| 4    | Sergeï Tchepikov     | 92     |
| 5    | Raphaël Poirée       | 88     |

| Rang | Nom                    | Points |
| ---- | ---------------------- | ------ |
| 1    | Magdalena Forsberg     | 143    |
| 2    | Liv Grete Poirée       | 133    |
| 3    | Olga Pyleva            | 120    |
| 4    | Andrea Henkel          | 117    |
| 5    | Gunn Margit Andreassen | 100    |

#### Sprint
| Rang | Nom                  | Points |
| ---- | -------------------- | ------ |
| 1    | Sven Fischer         | 291    |
| 2    | Frode Andresen       | 255    |
| 3    | Raphaël Poirée       | 233    |
| 4    | Pavel Rostovtsev     | 231    |
| 5    | Ole Einar Bjørndalen | 219    |

| Rang | Nom                | Points |
| ---- | ------------------ | ------ |
| 1    | Magdalena Forsberg | 302    |
| 2    | Liv Grete Poirée   | 260    |
| 3    | Uschi Disl         | 260    |
| 4    | Katrin Apel        | 245    |
| 5    | Olga Pyleva        | 217    |

#### Poursuite
| Rang | Nom                  | Points |
| ---- | -------------------- | ------ |
| 1    | Raphaël Poirée       | 362    |
| 2    | Pavel Rostovtsev     | 324    |
| 3    | Ole Einar Bjørndalen | 315    |
| 4    | Frode Andresen       | 259    |
| 5    | Sven Fischer         | 254    |

| Rang | Nom                | Points |
| ---- | ------------------ | ------ |
| 1    | Magdalena Forsberg | 376    |
| 2    | Liv Grete Poirée   | 327    |
| 3    | Uschi Disl         | 277    |
| 4    | Katrin Apel        | 268    |
| 5    | Olga Pyleva        | 267    |

#### Départ Groupé
| Rang | Nom              | Points |
| ---- | ---------------- | ------ |
| 1    | Viktor Maïgourov | 109    |
| 2    | Raphaël Poirée   | 100    |
| 3    | Sven Fischer     | 88     |
| 4    | Vesa Hietalahti  | 81     |
| 5    | Ricco Groß       | 73     |

| Rang | Nom                   | Points |
| ---- | --------------------- | ------ |
| 1    | Magdalena Forsberg    | 123    |
| 2    | Olga Pyleva           | 122    |
| 3    | Olena Zubrilova       | 114    |
| 4    | Uschi Disl            | 108    |
| 5    | Svetlana Ichmouratova | 80     |

#### Relais
| Rang | Nation      | Points |
| ---- | ----------- | ------ |
| 1    | Norvège     | 238    |
| 2    | Allemagne   | 230    |
| 3    | Biélorussie | 202    |
| 4    | France      | 197    |
| 5    | Autriche    | 193    |

| Rang | Nation    | Points |
| ---- | --------- | ------ |
| 1    | Allemagne | 250    |
| 2    | Norvège   | 221    |
| 3    | Russie    | 221    |
| 4    | France    | 207    |
| 5    | Bulgarie  | 181    |

## Globes de cristal et titres olympiques
| Disciplines       | Globes de cristal | Champions olympiques | Champion du monde |
| ----------------- | ----------------- | -------------------- | ----------------- |
| Général           | Raphaël Poirée    |                      |                   |
| Coupe des Nations | Allemagne         |                      |                   |
| Individuel        | Frank Luck        | Ole Einar Bjørndalen |                   |
| Sprint            | Sven Fischer      | Ole Einar Bjørndalen |                   |
| Poursuite         | Raphaël Poirée    | Ole Einar Bjørndalen |                   |
| Départ Groupé     | Viktor Maïgourov  |                      | Raphaël Poirée    |
| Relais            | Norvège           | Norvège              |                   |

| Disciplines       | Globes de cristal  | Championnes olympiques | Championne du monde |
| ----------------- | ------------------ | ---------------------- | ------------------- |
| Général           | Magdalena Forsberg |                        |                     |
| Coupe des Nations | Allemagne          |                        |                     |
| Individuel        | Magdalena Forsberg | Andrea Henkel          |                     |
| Sprint            | Magdalena Forsberg | Kati Wilhelm           |                     |
| Poursuite         | Magdalena Forsberg | Olga Pyleva            |                     |
| Départ Groupé     | Magdalena Forsberg |                        | Olena Zubrilova     |
| Relais            | Allemagne          | Allemagne              |                     |

## Calendrier et podiums

### Femmes
| 1. Hochfilzen (6 décembre 2001 - 9 décembre 2001) |                     |                                                                        |                                                                             |                                                                                        |
| Date                                              | Épreuve             | Vainqueur                                                              | Seconde                                                                     | Troisième                                                                              |
| 6/12/2001                                         | Sprint (7,5 km)     | Magdalena Forsberg                                                     | Andrea Henkel                                                               | Uschi Disl                                                                             |
| 7/12/2001                                         | Relais (4 × 7,5 km) | Allemagne- Uschi Disl - Katrin Apel - Martina Zellner - Martina Glagow | Russie- Olga Pyleva - Galina Koukleva - Anna Bogali - Svetlana Ichmouratova | Bulgarie- Pavlina Filipova - Irina Nikoultchina - Ekaterina Dafovska - Iva Karagiozova |
| 4/12/2001                                         | Poursuite (10 km)   | Magdalena Forsberg                                                     | Olena Zubrilova                                                             | Uschi Disl                                                                             |

| 2. Pokljuka (12 décembre 2001 - 16 décembre 2001) |                     |                                                                     |                                                                                            |                                                                              |
| Date                                              | Épreuve             | Vainqueur                                                           | Seconde                                                                                    | Troisième                                                                    |
| 12/12/2001                                        | Individuel (15 km)  | Magdalena Forsberg                                                  | Uschi Disl                                                                                 | Andrea Henkel                                                                |
| 14/12/2001                                        | Relais (4 × 7,5 km) | Allemagne- Katrin Apel - Andrea Henkel - Janet Klein - Kati Wilhelm | Norvège- Liv Grete Poirée - Gro Istad-Kristiansen - Linda Grubben - Gunn Margit Andreassen | Ukraine- Olena Zubrilova - Olena Petrova - Nina Lemesh - Tetyana Vodopyanova |
| 16/12/2001                                        | Poursuite (10 km)   | Magdalena Forsberg                                                  | Olga Pyleva                                                                                | Andrea Henkel                                                                |

| 3. Brezno-Osrblie (20 décembre 2001 - 23 décembre 2001) |                         |                    |                 |               |
| Date                                                    | Épreuve                 | Vainqueur          | Seconde         | Troisième     |
| 20/12/2001                                              | Individuel (15 km)      | Magdalena Forsberg | Olena Zubrilova | Katja Holanti |
| 21/12/2001                                              | Sprint (7,5 km)         | Katja Holanti      | Kati Wilhelm    | Katrin Apel   |
| 22/12/2001                                              | Départ Groupé (12,5 km) | Magdalena Forsberg | Olga Pyleva     | Uschi Disl    |

| 4. Oberhof (9 janvier 2002 - 13 janvier 2002) |                         |                    |                  |                    |
| Date                                          | Épreuve                 | Vainqueur          | Seconde          | Troisième          |
| 10/01/2002                                    | Sprint (7,5 km)         | Liv Grete Poirée   | Olga Pyleva      | Magdalena Forsberg |
| 11/01/2002                                    | Poursuite (10 km)       | Magdalena Forsberg | Olena Zubrilova  | Liv Grete Poirée   |
| 13/01/2002                                    | Départ Groupé (12,5 km) | Olena Zubrilova    | Liv Grete Poirée | Magdalena Forsberg |

| 5. Ruhpolding (15 janvier 2002 - 20 janvier 2002) |                     |                                                                      |                                                                       |                                                                                          |
| Date                                              | Épreuve             | Vainqueur                                                            | Seconde                                                               | Troisième                                                                                |
| 17/01/2002                                        | Relais (4 × 7,5 km) | Allemagne- Katrin Apel - Uschi Disl - Martina Zellner - Kati Wilhelm | Russie- Olga Pyleva - Galina Koukleva - Anna Bogali - Albina Akhatova | Norvège- Ann-Elen Skjelbreid - Linda Grubben - Gunn Margit Andreassen - Liv Grete Poirée |
| 19/01/2002                                        | Sprint (7,5 km)     | Liv Grete Poirée                                                     | Olena Zubrilova                                                       | Irina Nikoultchina                                                                       |
| 20/01/2002                                        | Poursuite (10 km)   | Liv Grete Poirée                                                     | Magdalena Forsberg                                                    | Olena Zubrilova                                                                          |

| 6. Antholz Anterselva (23 janvier 2002 - 27 janvier 2002) |                     |                                                                              |                                                                                               |                                                                                   |
| Date                                                      | Épreuve             | Vainqueur                                                                    | Seconde                                                                                       | Troisième                                                                         |
| 23/01/2002                                                | Individuel (15 km)  | Liv Grete Poirée                                                             | Gunn Margit Andreassen                                                                        | Andreja Koblar                                                                    |
| 25/01/2002                                                | Relais (4 × 7,5 km) | France- Delphyne Burlet - Sylvie Becaert - Sandrine Bailly - Corinne Niogret | Norvège- Gunn Margit Andreassen - Ann-Elen Skjelbreid - Gro Istad-Kristiansen - Linda Grubben | Slovaquie- Martina Halinárová - Anna Murínová - Tatiana Kutlíková - Soňa Mihoková |
| 27/01/2002                                                | Poursuite (10 km)   | Liv Grete Poirée                                                             | Gunn Margit Andreassen                                                                        | Linda Grubben                                                                     |

|                                                                                   |                    |                                                                    |                                                                                          |                                                                                 |
| Jeux olympiques d'hiver 2002 à Salt Lake City (11 février 2002 - 25 février 2002) |                    |                                                                    |                                                                                          |                                                                                 |
| Date                                                                              | Épreuve            | Vainqueur                                                          | Seconde                                                                                  | Troisième                                                                       |
| 11/02/2002                                                                        | Individuel (15 km) | Andrea Henkel                                                      | Liv Grete Poirée                                                                         | Magdalena Forsberg                                                              |
| 13/02/2002                                                                        | Sprint (7,5 km)    | Kati Wilhelm                                                       | Uschi Disl                                                                               | Magdalena Forsberg                                                              |
| 16/02/2002                                                                        | Poursuite (10 km)  | Olga Pyleva                                                        | Kati Wilhelm                                                                             | Irina Nikoultchina                                                              |
| 18/02/2002                                                                        | Relais (4 × 6 km)  | Allemagne- Katrin Apel - Uschi Disl - Andrea Henkel - Kati Wilhelm | Norvège- Ann-Elen Skjelbreid - Linda Grubben - Gunn Margit Andreassen - Liv Grete Poirée | Russie- Olga Pyleva - Galina Koukleva - Svetlana Ichmouratova - Albina Akhatova |
|                                                                                   |                    |                                                                    |                                                                                          |                                                                                 |

| 7. Östersund (9 mars 2002 - 10 mars 2002) |                   |                    |                         |                    |
| Date                                      | Épreuve           | Vainqueur          | Seconde                 | Troisième          |
| 9/03/2002                                 | Sprint (7,5 km)   | Liv Grete Poirée   | Sandrine Bailly         | Magdalena Forsberg |
| 10/03/2002                                | Poursuite (10 km) | Magdalena Forsberg | Florence Baverel-Robert | Ekaterina Dafovska |

| 8. Lahti (14 mars 2002 - 17 mars 2002) |                     |                                                                        |                                                                                          |                                                                              |
| Date                                   | Épreuve             | Vainqueur                                                              | Seconde                                                                                  | Troisième                                                                    |
| 14/03/2002                             | Sprint (7,5 km)     | Katrin Apel                                                            | Magdalena Forsberg                                                                       | Sandrine Bailly                                                              |
| 15/03/2002                             | Relais (4 × 7,5 km) | Allemagne- Katrin Apel - Martina Zellner - Martina Glagow - Katja Beer | Russie- Svetlana Tchernousova - Irina Malguina - Svetlana Ichmouratova - Albina Akhatova | France- Sylvie Becaert - Delphyne Burlet - Corinne Niogret - Sandrine Bailly |
| 17/03/2002                             | Poursuite (10 km)   | Katrin Apel                                                            | Magdalena Forsberg                                                                       | Katja Beer                                                                   |

| 9. Oslo Holmenkollen (21 mars 2002 - 23 mars 2002) |                   |                    |                    |                       |
| Date                                               | Épreuve           | Vainqueur          | Seconde            | Troisième             |
| 21/03/2002                                         | Sprint (7,5 km)   | Katrin Apel        | Ekaterina Dafovska | Svetlana Ichmouratova |
| 23/03/2002                                         | Poursuite (10 km) | Magdalena Forsberg | Katrin Apel        | Uschi Disl            |

|                                                               |                         |                 |             |               |
| Championnats du monde 2002 à Oslo Holmenkollen (24 mars 2002) |                         |                 |             |               |
| Date                                                          | Épreuve                 | Vainqueur       | Seconde     | Troisième     |
| 24/3/2002                                                     | Départ Groupé (12,5 km) | Olena Zubrilova | Olga Pyleva | Olga Nazarova |
|                                                               |                         |                 |             |               |

### Hommes
| 1. Hochfilzen (6 décembre 2001 - 9 décembre 2001) |                     |                                                                        |                                                                                   |                                                                                  |
| Date                                              | Épreuve             | Vainqueur                                                              | Seconde                                                                           | Troisième                                                                        |
| 6/12/2001                                         | Sprint (10 km)      | Ole Einar Bjørndalen                                                   | Vesa Hietalahti                                                                   | Frank Luck                                                                       |
| 8/12/2001                                         | Relais (4 × 7,5 km) | Allemagne- Ricco Groß - Marco Morgenstern - Michael Greis - Frank Luck | Norvège- Egil Gjelland - Ole Einar Bjørndalen - Frode Andresen - Halvard Hanevold | Biélorussie- Alexei Aidarov - Alexandre Syman - Aleh Ryjankow - Vadim Sachourine |
| 9/12/2001                                         | Poursuite (12,5 km) | Ole Einar Bjørndalen                                                   | Frank Luck                                                                        | Ricco Groß                                                                       |

| 2. Pokljuka (12 décembre 2001 - 16 décembre 2001) |                     |                                                                                   |                                                                                  |                                                                                   |
| Date                                              | Épreuve             | Vainqueur                                                                         | Seconde                                                                          | Troisième                                                                         |
| 13/12/2001                                        | Individuel (20 km)  | Pavel Rostovtsev                                                                  | Ilmārs Bricis                                                                    | Vincent Defrasne                                                                  |
| 15/12/2001                                        | Relais (4 × 7,5 km) | Autriche- Daniel Mesotitsch - Wolfgang Perner - Christoph Sumann - Ludwig Gredler | Biélorussie- Alexei Aidarov - Alexandre Syman - Aleh Ryjankow - Vadim Sachourine | Norvège- Ole Einar Bjørndalen - Egil Gjelland - Dag Bjørndalen - Halvard Hanevold |
| 16/12/2001                                        | Poursuite (12,5 km) | Raphaël Poirée                                                                    | Pavel Rostovtsev                                                                 | Halvard Hanevold                                                                  |

| 3. Brezno-Osrblie (20 décembre 2001 - 23 décembre 2001) |                       |                  |                 |                    |
| Date                                                    | Épreuve               | Vainqueur        | Seconde         | Troisième          |
| 19/12/2001                                              | Individuel (20 km)    | Frank Luck       | Sven Fischer    | Sergey Rozhkov     |
| 21/12/2001                                              | Sprint (10 km)        | Christoph Sumann | Henrik Forsberg | Andriy Deryzemlya  |
| 22/12/2001                                              | Départ Groupé (15 km) | Vesa Hietalahti  | Alexander Wolf  | Vyacheslav Derkach |

| 4. Oberhof (9 janvier 2002 - 13 janvier 2002) |                       |                  |                  |                  |
| Date                                          | Épreuve               | Vainqueur        | Seconde          | Troisième        |
| 9/01/2002                                     | Sprint (10 km)        | Pavel Rostovtsev | Sven Fischer     | Vesa Hietalahti  |
| 11/01/2002                                    | Poursuite (12,5 km)   | Pavel Rostovtsev | Raphaël Poirée   | Sven Fischer     |
| 12/01/2002                                    | Départ Groupé (15 km) | Raphaël Poirée   | Vincent Defrasne | Viktor Maïgourov |

| 5. Ruhpolding (15 janvier 2002 - 20 janvier 2002) |                     |                                                                  |                                                                            |                                                                                   |
| Date                                              | Épreuve             | Vainqueur                                                        | Seconde                                                                    | Troisième                                                                         |
| 16/01/2002                                        | Relais (4 × 7,5 km) | Allemagne- Ricco Groß - Peter Sendel - Sven Fischer - Frank Luck | Norvège- Egil Gjelland - Stian Eckhoff - Frode Andresen - Halvard Hanevold | Russie- Viktor Maïgourov - Sergeï Tchepikov - Serguei Rousinov - Pavel Rostovtsev |
| 18/01/2002                                        | Sprint (10 km)      | Raphaël Poirée                                                   | Michael Greis                                                              | Halvard Hanevold                                                                  |
| 20/01/2002                                        | Poursuite (12,5 km) | Sven Fischer                                                     | Frank Luck                                                                 | Pavel Rostovtsev                                                                  |

| 6. Antholz Anterselva (23 janvier 2002 - 27 janvier 2002) |                     |                                                                                   |                                                                        |                                                                            |
| Date                                                      | Épreuve             | Vainqueur                                                                         | Seconde                                                                | Troisième                                                                  |
| 24/01/2002                                                | Individuel (20 km)  | Daniel Mesotitsch                                                                 | Ole Einar Bjørndalen                                                   | Mikhail Kochkin                                                            |
| 26/01/2002                                                | Relais (4 × 7,5 km) | Norvège- Halvard Hanevold - Egil Gjelland - Frode Andresen - Ole Einar Bjørndalen | France- Gilles Marguet - Ferréol Cannard - Gaël Poirée - Julien Robert | Slovénie- Janez Ožbolt - Marko Dolenc - Tomaž Globočnik - Aleksander Grajf |
| 27/01/2002                                                | Poursuite (12,5 km) | Raphaël Poirée                                                                    | Ole Einar Bjørndalen                                                   | Daniel Mesotitsch                                                          |

|                                                                                   |                     |                                                                                   |                                                                  |                                                                            |
| Jeux olympiques d'hiver 2002 à Salt Lake City (11 février 2002 - 25 février 2002) |                     |                                                                                   |                                                                  |                                                                            |
| Date                                                                              | Épreuve             | Vainqueur                                                                         | Seconde                                                          | Troisième                                                                  |
| 11/02/2002                                                                        | Individuel (20 km)  | Ole Einar Bjørndalen                                                              | Frank Luck                                                       | Viktor Maïgourov                                                           |
| 13/02/2002                                                                        | Sprint (10 km)      | Ole Einar Bjørndalen                                                              | Sven Fischer                                                     | Wolfgang Perner                                                            |
| 16/02/2002                                                                        | Poursuite (12,5 km) | Ole Einar Bjørndalen                                                              | Raphaël Poirée                                                   | Ricco Groß                                                                 |
| 20/02/2002                                                                        | Relais (4 × 7,5 km) | Norvège- Halvard Hanevold - Frode Andresen - Egil Gjelland - Ole Einar Bjørndalen | Allemagne- Ricco Groß - Peter Sendel - Sven Fischer - Frank Luck | France- Gilles Marguet - Vincent Defrasne - Julien Robert - Raphaël Poirée |
|                                                                                   |                     |                                                                                   |                                                                  |                                                                            |

| 7. Östersund (9 mars 2002 - 10 mars 2002) |                     |                  |               |                      |
| Date                                      | Épreuve             | Vainqueur        | Seconde       | Troisième            |
| 9/03/2002                                 | Sprint (10 km)      | Sven Fischer     | Michael Greis | Ole Einar Bjørndalen |
| 10/03/2002                                | Poursuite (12,5 km) | Pavel Rostovtsev | Sven Fischer  | Ole Einar Bjørndalen |

| 8. Lahti (14 mars 2002 - 17 mars 2002) |                     |                                                                   |                                                                            |                                                                                    |
| Date                                   | Épreuve             | Vainqueur                                                         | Seconde                                                                    | Troisième                                                                          |
| 14/03/2002                             | Sprint (10 km)      | Raphaël Poirée                                                    | Frode Andresen                                                             | Sven Fischer                                                                       |
| 16/03/2002                             | Relais (4 × 7,5 km) | Allemagne- Ricco Groß - Michael Greis - Sven Fischer - Frank Luck | Norvège- Stian Eckhoff - Frode Andresen - Egil Gjelland - Halvard Hanevold | Biélorussie- Alexei Aidarov - Roustam Valiouline - Alexandre Syman - Aleh Ryjankow |
| 17/03/2002                             | Poursuite (12,5 km) | Raphaël Poirée                                                    | Frode Andresen                                                             | Sven Fischer                                                                       |

| 9. Oslo Holmenkollen (21 mars 2002 - 23 mars 2002) |                     |              |                |                 |
| Date                                               | Épreuve             | Vainqueur    | Seconde        | Troisième       |
| 21/03/2002                                         | Sprint (10 km)      | Frank Luck   | Sven Fischer   | Vesa Hietalahti |
| 23/03/2002                                         | Poursuite (12,5 km) | Sven Fischer | Frode Andresen | Raphaël Poirée  |

|                                                               |                       |                |              |                |
| Championnats du monde 2002 à Oslo Holmenkollen (24 mars 2002) |                       |                |              |                |
| Date                                                          | Épreuve               | Vainqueur      | Seconde      | Troisième      |
| 24/3/2002                                                     | Départ Groupé (15 km) | Raphaël Poirée | Sven Fischer | Frode Andresen |
|                                                               |                       |                |              |                |